# Coma de Holder
La coma de Holder és l'interval musical equivalent a {\displaystyle {\frac {1}{53}}} de l'octava. La seva raó numèrica és igual a {\displaystyle {\sqrt[{53}]{2}}}. La coma de Holder és una fracció del to que serveix per construir l'anomenat Sistema de Holder, una aproximació al sistema de Pitàgores per la via de la divisió de l'octava en parts iguals. L'elecció del nombre 53 com el divisor de la octava és un interessant troballa, perquè per si sol permet aconseguir les següents propietats del sistema de Holder: 
* El to té 9 comes de Holder i el semitò diatònic té 4. Aquest semitò és «petit» com el pitagòric.
* El semitò cromàtic té 5 comes i, per tant, es diferencia del semitò diatònic en una coma de Holder. Aquí la coma de Holder es comporta com la coma pitagòrica i com la inversa de la coma sintònica del sistema Just, perquè així com en sistema de Holder i en el de Pitàgores el semitò cromàtic és més gran que el diatònic, en el sistema just passa al revés.
* Els tons són iguals (no hi ha to gran i to petit com en els sistemes Justs).
* La quinta justa té 31 comes i és sorprenentment propera a la quinta pura de Pitàgores, de relació 3:2.
Alguns inconvenients d'aquest sistema són que es basa en una divisió de l'octava, el que és totalment artificial, que les terceres majors són molt grans i dissonants, com el ditó pitagòric, i que els semitons són diferents (encara que això és una cosa que es anava buscant l'hora de triar la dimensió de la coma, precisament per aproximar-se al sistema de Pitàgores).
De la successió de tons i semitons de l'escala diatònica, és a dir: TTSTTTS, substituint els tons per 9 comes i els semitons per 4 comes, s'obté 9+9+4+9+9+9+4 = 53.
La coma de Holder té el seu origen en el sistema de Pitàgores quan l'espiral de quintes s'amplia fins a 53 d'elles, que equivalen aproximadament a 31/8 (veure coma de Mercator). Quan la coma de Mercator es reparteix entre les 53 quintes, s'obté un sistema de temperament igual que divideix l'octava en 53 parts, aquest és el sistema de Holder.
El nom d'aquesta coma ho va establir William Holder.